# HMS Fortune (H70)
Pour les autres navires du même nom, voir HMS Fortune.
Le HMS Fortune (pennant number H70) est un destroyer de classe F lancé pour la Royal Navy en 1934.
Il est transféré à la Marine royale du Canada le 15 juin 1943 et renommé NCSM Saskatchewan.

## Conception
Le Fortune est commandé, dans le cadre du programme naval de 1932, le 17 mars 1933 pour le chantier naval de John Brown & Company de Clydebank en Ecosse. La pose de la quille est effectuée le 25 juillet 1933, le Fortune est lancé le 29 août 1934 et mis en service le 27 avril 1935.
Il est parrainé par la communauté civile de Midlothian en Ecosse, dans le cadre de la Warship Week (semaine des navires de guerre) en mai 1942.
Le Fortune est un des 9 navires de la classe F, version allongée de la classe A de 1927 et sur la classe D précédente, permettant d'améliorer leur endurance. La classe F est une répétition de la classe E avec quelques différences mineures Ses quatre canons, en affût simple, sont de 120 mm (4,7 pouces). Ils sont superposés deux en chasse sur l'avant et les deux autres en fuite sur l'arrière. Deux plateformes de tubes lance-torpilles quadruples de 533 mm sont montées 
dans l'axe du navire, installées après les deux cheminées et séparées par une plateforme projecteur. Il n'est pas équipé à l'origine comme dragueur de mines.
Les destroyers des classes F déplacent 1 405 Long tons (1 428 t) en charge normale et 1 940 Long tons (1 970 t) en pleine charge. Ils ont une longueur totale de 100,3 mètres, une largeur de 10,1 mètres et un tirant d'eau de 3,8 mètres. Ils sont propulsés par deux turbines à vapeur à engrenages Brown-Curtis, chacune entraînant un arbre d'hélice, utilisant la vapeur fournie par trois chaudières à trois tambours Almirauty qui fonctionnent à une pression de 20,7 bar (300 psi) et à une température de 327 °C. Les turbines développent une puissance totale de 36 000 chevaux-vapeur (27 000 kW) et atteignent une vitesse maximale de 35,5 nœuds (65,7 km/h). Les destroyers transportent un maximum de 470-480 tonnes de mazout, ce qui leur donne un rayon d'action de 6 350 milles marins (11 760 km) à 15 nœuds (28 km/h).L'effectif du navire est de 145 officiers, officiers mariniers, quartiers-maître et matelots.
Une modernisation de temps de guerre est opérée dès 1940. À partir de mai 1940, la plate-forme arrière des tubes de torpilles est retiré et remplacé par un canon antiaérien QF de 12 livres 20-cwt, le mât arrière et la cheminée étant coupés pour améliorer le champ de tir du canon. Quatre à huit canons Oerlikon QF de 20 mm sont ajoutés aux navires survivants, remplaçant généralement les supports de mitrailleuse de calibre .50 entre les cheminées. Au début de la guerre, le stockage des grenades sous-marines est passé à 38. En 1943, on lui enlève son canon "Y" sur le pont arrière pour permettre un stockage supplémentaire de grenades sous-marines et l'installation de deux lanceurs de grenades sous-marines supplémentaires. Le canon de 12 livres est retiré pour permettre l'installation d'un radiogoniomètre Huff-Duff sur un mât principal court et pour permettre le stockage de charges sous-marines supplémentaires. On remplace son canon "A" ou "B" par un mortier Hedgehog anti-sous-marin, et sa tour de contrôle et son télémètre au-dessus du pont sont retirés en échange d'un radar de repérage de cible Type 271. Un radar de recherche de surface à courte portée de type 286, adapté du radar ASV de la Royal Air Force, est également ajouté.

## Histoire
Achevé le 27 avril 1935, le Fortune est initialement affecté à la 6e flottille de destroyers (6DF) de la Home Fleet (flotte intérieure), mais est envoyé en renfort de la Mediterranean Fleet (flotte méditerranéenne) en 1937 l'embargo sur les armes imposé aux deux parties par les décrets du Comité international pour la non-intervention pendant la guerre civile espagnole.
La flottille est renumérotée 8e flottille de destroyers (8DF) en avril 1939, cinq mois avant le début de la Seconde Guerre mondiale.

### Seconde Guerre mondiale
Après que 2 chalutiers de pêche aient été coulé par un sous-marin au large des Hébrides après le début de la Seconde Guerre mondiale en septembre 1939, les 6e et 8e flottille de destroyers reçoivent l'ordre d'inspecter la zone le 19 septembre. Le lendemain, le Fortune et trois de ses navires-jumeaux (sister ships) coulent le sous-marin allemand U-27 et reprennent ensuite leurs fonctions normales d'escorte.
En février 1940, le Fortune est l'un des escorteurs du convoi TC 3 transportant des troupes du Canada vers le Royaume-Uni. Le mois suivant, alors qu'il escorte des unités de la Home Fleet au nord-ouest des Shetland le 20 mars, il est crédité du naufrage du U-44, bien que des recherches ultérieures suggèrent que le sous-marin fut détruit dans un champ de mines qui avait été posé par d'autres destroyers britanniques le 13 mars.
Pendant la campagne de Norvège, le Fortune joue un rôle mineur en escortant le pétrolier RFA War Pindari à Namsos le 15 avril. Le 25 avril, il transporte une partie du 2e bataillon des South Wales Borderers, à Bogen et Lenvik. Quelques jours plus tard, le navire escorte les porte-avions Ark Royal et Glorious et le cuirassé Valiant au large des côtes norvégiennes. Début mai, il escorte deux croiseurs transportant des troupes pour occuper l'Islande dans le cadre de l'opération Fork. En août, le Fortune est brièvement transféré au 4e Flottille de destroyers et le 10 août, le navire sauve les rescapés du croiseur marchand armé Transylvania torpillé. Plus tard dans le mois, il escorte un convoi à Gibraltar et est transféré à la Force H le 28 .

#### Force H, 1940-41
Au cours de l'opération Hats, le navire escorte la Force H tandis que les porte-avions Argus er Ark Royal font décollé des avions de chasse pour Malte et effectuent un raid aérien sur Cagliari en Sardaigne le 2 août. Le 13 septembre, la Force H rencontre un convoi qui transporte des troupes destinées à capturer Dakar aux Français de Vichy. Dix jours plus tard, ils attaquent Dakar où le 24, le Fortune coule le sous-marin français Ajax, sauvant les 76 membres d'équipage. En novembre, le navire escorte les porte-avions pendant les opérations Coat et White alors qu'ils font envoler des chasseurs pour Malte et attaquer l'aérodrome d'Elmas, en Sardaigne. Au cours de la première opération, le Fortune est détaché et escorte la Force F à Malte, en plaçant son équipement de dragage de mines à deux vitesses (Two-Speed Destroyer Sweep ou TSDS) et se positionne en tête du convoi pour servir de dragueur de mines rapide.
Début janvier 1941, le Fortune participe à l'opération Excess. Trois mois plus tard, le Fortune et quatre autres destroyers escortent le croiseur léger HMS Sheffield, le HMS Sheffield Renown et le porte-avions Ark Royal dans l'opération Winch, qui permet de livrer une douzaine de chasseurs Hurricane à Malte. À partir du 24 avril, le Fortune et la Force H couvrent le porte-avions Argus en faisant voler d'autres Hurricane, ainsi que les destroyers de la 5e Flottille de destroyers naviguant vers Malte dans l'opération Dunlop. Début mai, le Fortune fait partie de la protection des destroyers avec cinq autres destroyers pour le cuirassé Queen Elizabeth, et les croiseurs légers Naiad, Fiji et Gloucester qui rejoignent la flotte de la Méditerranée. Cela fait partie de l'opération Tiger qui comprend un convoi de ravitaillement transportant des chars au Moyen-Orient et le transfert de navires de guerre entrant ou sortant de la Flotte de Méditerranée. Le Fortune et ses sister ships déploient leur équipement TSDS en route vers Malte. Malgré cela, un navire marchand est coulé par des mines et un autre endommagé. Lors du voyage de retour, le 10 mai, le navire est gravement endommagé par une bombe de 250 kg qui explose à proximité. L'onde de choc brise la coque, mettant en panne ses moteurs en pliant légèrement ses arbres d'hélice et cause beaucoup d'inondations. Son équipage largue près de 8 200 kg de charge utile et, grâce à cela, peut atteindre une vitesse de 12 nœuds (22 km/h) en route vers Gibraltar pour des réparations temporaires. Le Fortune navigue ensuite jusqu'à l'arsenal royal de Chatham (Chatham Royal Dockyard) pour des réparations permanentes qui durent jusqu'en novembre.
Bien qu'il retourne à Gibraltar le même mois, le navire n'est pas pleinement opérationnel et des problèmes mécaniques le limitent aux tâches locales jusqu'en février 1942. Le 9 de ce mois, le Fortune escorte le croiseur léger Cleopatra à Malte, puis l'escorte avec un convoi comprenant le transport MV Breconshire à Alexandrie, en Égypte, où ils arrivent le 17. Il est transféré à la 2e Flottille de destroyers de la Eastern Fleet (Flotte de l'Est) et arrive à Trincomalee sur l'île de Ceylan, le 7 mars. L'amiral James Somerville, commandant de la Flotte, le charge de protéger les navires lents de la Force B, alors qu'il organise ses forces en prévision du raid japonais dans l'océan Indien (Opération C pour les japonais). Le 4 avril, le navire sauve 88 survivants du cargo torpillé MV Glenshiel. Le Fortune retourne en Méditerranée pour participer à l'opération Vigorous, un convoi d'Alexandrie à Malte, en juin. Après son retour dans l'océan Indien, le navire est affecté à la 12e Flottille de destroyers et escorté le porte-avions Illustrious lorsque ce dernier soutient les opérations à Madagascar en septembre. Le Fortune passe le reste de l'année et la première partie de 1943 à escorter des convois dans l'Océan Indien jusqu'à ce qu'il soit renvoyé au Royaume-Uni en février pour être converti en destroyer d'escorte.

#### NCSM Saskatchewan
Une fois la conversion terminée, le navire est transféré à la Marine royale du Canada (MRC ou en anglais : Royal Canadian Navy ou RCN) le 31 mai, rebaptisé NCSM Saskatchewan ou HMCS Saskatchewan, puis offert au Canada le 15 juin 1943. Il est affecté au groupe d'escorte C3, de la Mid-Ocean Escort Force, en tant que navire "d'officier supérieur", qui est basé dans le port de Londonderry. Le navire reste avec le groupe jusqu'à son transfert au 12e groupe d'escorte en mai 1944, où il patrouille ensuite à l'entrée Ouest de la Manche après le débarquement de Normandie pour protéger la navigation des attaques allemandes.
Avec les destroyers Qu'Appelle, Skeena, et Restigouche, le Saskatchewan attaque trois patrouilleurs allemands au large de Brest dans la nuit du 5 au 6 juillet, en coulant le patrouilleur allemand V 715. Le Saskatchewan est légèrement endommagé et compte un mort et quatre blessés. Le navire est envoyé au Canada pour un carénage et arrive à Halifax le 6 août. Il commence son carénage à Shelburne, en Nouvelle-Écosse, qui dure jusqu'en novembre. D'autres travaux sont nécessaires et effectués à Saint-Jean de Terre-Neuve et le Saskatchewan ne revient en Grande-Bretagne qu'en janvier 1945.
À son arrivée, il est affecté d'abord au 14e groupe d'escorte, puis au 11e groupe d'escorte.

### Après-guerre
Avec la fin de la guerre le 9 mai, le navire ramène les troupes canadiennes au pays, où elles arrivent le 30 mai. Il effectue quatre voyages entre Saint-Jean de Terre-Neuve et Québec (ville) avant d'être déclaré excédentaire le 23 septembre.
Le navire est désarmé le 28 janvier 1946 à Sydney, en Nouvelle-Écosse. Le Saskatchewan est vendu plus tard cette année-là à l'International Iron & Metal Co. pour son démantèlement.

### Honneurs de bataille
- ATLANTIC 1939
- NORTH SEA 1940
- MALTA CONVOYS 1941-42

### Participation auxconvois
Le Fortune a navigué avec les convois suivants au cours de sa carrière:
1. Convoi Tiger
2. Convoi CM 37A
3. Convoi HG 43
4. Convoi HN 19
5. Convoi HX 60
6. Convoi MW 110
7. Convoi ON 19(Nor)1
8. Convoi TC 3
9. Convoi WS 2

En tant que Saskatchewan:
1. Convoi DS 64
2. Convoi HX 249
3. Convoi HX 255
4. Convoi HX 261
5. Convoi HX 279
6. Convoi HX 284
7. Convoi ON 192
8. Convoi ON 210
9. Convoi ON 216
10. Convoi ON 227
11. Convoi ON 232
12. Convoi ONS 16
13. Convoi ONS 19
14. Convoi ONS 28
15. Convoi SC 147
16. Convoi SC 150
17. Convoi SD 64

### Commandement
en tant que HMS Fortune
- Commander (Cdr.) Edward Albert Gibbs (RN) du 15 juillet 1939 au 2 novembre 1940
- Lieutenant Commander (Lt.Cdr.) Erroll Norman Sinclair (RN) du 2 novembre 1940 à mi-1941
- Lieutenant Commander (Lt.Cdr.) Richard Dickon Herbert Stephen Pankhurst (RN) du 7 octobre 1941 au 31 mai 1943

en tant que HMCS Saskatchewan
- Lieutenant Commander (Lt.Cdr.) George Herbert Derik Williams (RN) du 31 mai 1943 au 6 juillet 1943
- Commander (Cdr.) Ralph Cyril Medley (RN) du 7 juillet 1943 au 22 mars 1944
- A/Commander (A/Cdr.) Edward William Finch-Noyes (RCN) du 23 mars 1944 au 6 avril 1944
- T/Lieutenant Commander (T/Lt.Cdr.) Alan Herbert Easton (RCNR) du 7 avril 1944 au 24 août 1944
- A/Lieutenant Commander (A/Lt.Cdr.) Thomas Charles Pullen (RCN) du 25 août 1944 au 21 août 1945
- Lieutenant (Lt.) Frederick Charles Frewer (RCN) du 22 août 1945 au 28 janvier 1946